# Fancy Bermudez
Fancy Bermudez (27 de maio de 2002) é uma jogadora de rugby sevens canadense.

## Carreira
Bermudez foi nomeada para o time de sevens do Canadá e competiu nos Jogos da Commonwealth de 2022 em Birmingham. Seu time perdeu para a Nova Zelândia na disputa pela medalha de bronze e terminou em quarto lugar. Bermudez também competiu pelo Canadá na Copa do Mundo de Rúgbi Sevens na Cidade do Cabo. Eles ficaram em sexto lugar na classificação geral após perderem para Fiji na final do quinto lugar.
Bermudez foi nomeada para o time do Canadá para o teste contra as mulheres Springbok e para a Pacific Four Series. Ela fez sua estreia no teste pelo Canadá contra a África do Sul em Madri, Espanha; ela marcou um hat-trick na vitória de seu time por 66–7. Ela começou na derrota de seu time no Pacific Four para o Black Ferns, que caiu por 21–52.
Ela foi escolhida para as Olimpíadas de Verão de 2024 em Paris, França. A equipe ganhou uma medalha de prata, vindo de 0-12 atrás para derrotar a Austrália por 21-12 nas semifinais, antes de perder a final para a Nova Zelândia.